# Mariposa-da-iúca
A mariposa-da-iúca (Tegeticula yucassella) é uma mariposa da família dos prodoxídeos, encontrada na América do Norte. As fêmeas de tal espécie apresentam peças bucais e ovipositor adaptados para a polinização das flores da iúca.